# Castel/van Damme Quartet
Het Castel/van Damme Quartet is een Nederlands jazzkwartet, opgericht in 2009 door Thierry Castel en Jasper van Damme. 
In 2010 wonnen zij opeenvolgend de Dutch Jazz Competition tijdens het North Sea Jazz Festival en het Vlaardingen Jazz concours. Het daaropvolgende jaar brachten zijn hun debuutalbum uit, genaamd Argentinian Freakshows.

## Discografie
- Argentinian Freakshows (2011)

## Bezetting
- Thierry Castel (piano)
- Jasper van Damme (saxofoon)
- Mark Schilders (drums)
- Sven Happel (contrabas)